# Handelsgesetzbuch
Das Handelsgesetzbuch (HGB) enthält den Kern des Handelsrechts in Deutschland. Das Bürgerliche Gesetzbuch gilt für Kaufleute neben dem HGB nur subsidiär. Das HGB setzt vor allem auf den Rechtsschein, um die vorzunehmenden Geschäfte zu erleichtern. Außerdem ist das HGB der deutsche Rechnungslegungsstandard.
Daneben enthält das HGB die Regelungen für die Offene Handelsgesellschaft (OHG), die Kommanditgesellschaft (KG) und die stille Gesellschaft. Für Kapitalgesellschaften enthält das HGB Regelungen zu Abschlüssen und Berichten. Ergänzungsvorschriften betreffen Versicherungsunternehmen, Kreditinstitute und Genossenschaften. Mit wenigen Strafvorschriften zählt das HGB zum Nebenstrafrecht.
Aktuell wird das Handelsrecht stark durch Rechtsetzungen der Europäischen Union beeinflusst. Außerdem beeinflusst der Wettbewerb Deutschlands mit anderen Volkswirtschaften innerhalb der EU das HGB, weshalb unter anderem die haftungsbeschränkte Unternehmergesellschaft als Gesellschaftsform in Konkurrenz zur englischen Limited eingeführt wurde, die in Deutschland seit dem Austritt des Vereinigten Königreichs aus der EU nicht mehr zur Verfügung steht. Die umfassendste Veränderung in jüngerer Zeit erfuhr das deutsche Gesellschaftsrecht durch das Personengesellschaftsrechtsmodernisierungsgesetz, welches ausländische (EU-)Gesellschaften als Komplementäre deutscher Gesellschaften erlaubt.
Das deutsche Handelsgesetzbuch galt ab 1939 großteils auch in Österreich. Mit dem 1. Januar 2007 wurde das österreichische Handelsgesetzbuch (HGB) mit dem Handelsrechts-Änderungsgesetz (HaRÄG), öBGBl I Nr. 2005/120 in großem Umfang novelliert und dabei in Unternehmensgesetzbuch (UGB) umbenannt.

## Geschichte

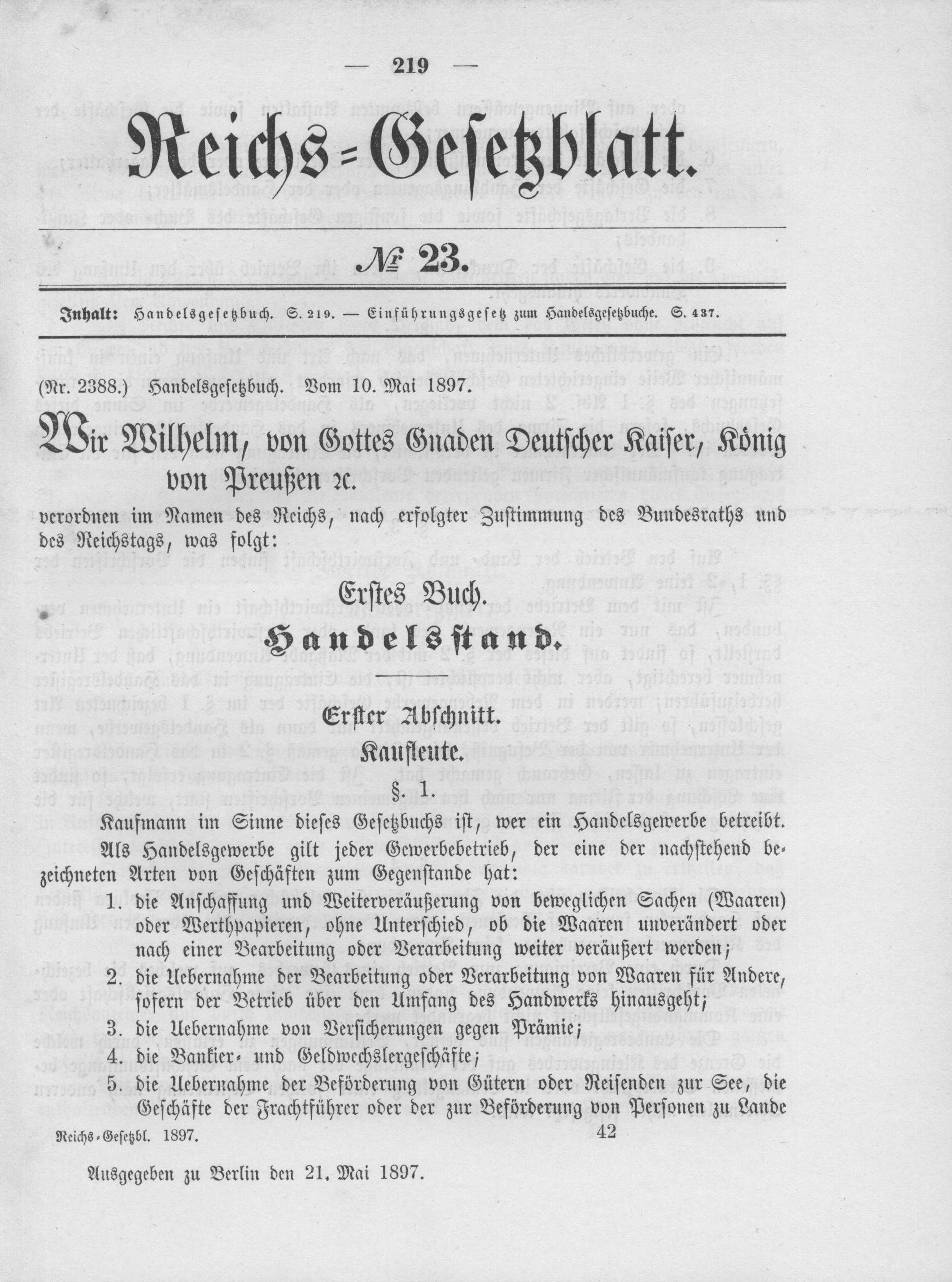
Verkündung im Reichsgesetzblatt vom 21. Mai 1897

Eine erste Kodifikation deutschen Handelsrechts enthielt das Allgemeine Landrecht für die Preußischen Staaten (ALR), welches das Sonderrecht der Kaufleute beinhaltete  (§§ 475–711. II 8). Vorläufer des heutigen HGB war das Allgemeine Deutsche Handelsgesetzbuch (ADHGB) von 1861.

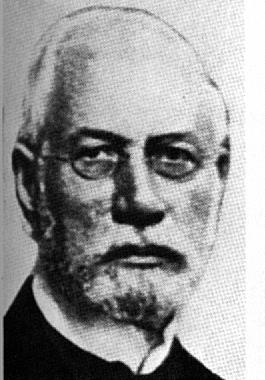
Peter Joseph Spahn hatte maßgeblichen Einfluss bei der Abfassung des HGB

Im Jahr 1894 wurden die Vorarbeiten für ein Handelsgesetzbuch aufgenommen. Peter Joseph Spahn (1846–1925) wirkte maßgeblich an der Ausarbeitung des BGB und des HGB mit. Spahn war außerdem stellvertretender Vorsitzender des „Ausschusses zur Vorberatung des Entwurfs einer Verfassung des Deutschen Reiches“ und Mitglied der Weimarer Nationalversammlung.
Vorrangiges Ziel beim HGB war es, die handelsrechtlichen Vorschriften auf das zu diesem Zeitpunkt bereits weit fortgeschrittene Bürgerliche Gesetzbuch (BGB) abzustimmen. Auf die Reformforderungen der Praxis hin war zwar zunächst eine universelle Kodifikation des gesamten Handelsrechts angedacht (sog. „große Lösung“), wovon allerdings mit Blick auf die bereits zehn Jahre währenden Auseinandersetzungen um das BGB bald wieder Abstand genommen wurde.
Ein erster Entwurf wurde 1896 vom Reichsjustizamt veröffentlicht. Ein überarbeiteter zweiter Entwurf wurde nach Änderungen durch eine Kommission des Reichstags am 7. April 1897 als Reichsgesetz beschlossen. Das HGB wurde in der Fassung vom 10. Mai am 21. Mai 1897 im Reichsgesetzblatt veröffentlicht und trat zum 1. Januar 1900 gemeinsam mit dem Bürgerlichen Gesetzbuch (BGB) in Kraft.

## Inhalt
Als spezielleres Handelsrecht enthält das HGB auch das Seehandelsrecht, das in mancher Hinsicht durch Völkerrecht beeinflusst wird.
Das HGB ist wie folgt gegliedert (Inhaltsverzeichnis):
1. Buch: Handelsstand (§§ 1–104a)
  1. Kaufleute
  2. Handelsregister, Unternehmensregister
  3. Handelsfirma
  4. Handelsbücher (weggefallen)
  5. Prokura und Handlungsvollmacht
  6. Handlungsgehilfen und Handlungslehrlinge
  7. Handelsvertreter
  8. Handelsmakler
  9. Bußgeldvorschriften
2. Buch: Handelsgesellschaften und stille Gesellschaft (§§ 105–237)
  1. Offene Handelsgesellschaft
  2. Kommanditgesellschaft
  3. stille Gesellschaft
3. Buch: Handelsbücher (§§ 238–342e)
  1. Vorschriften für alle Kaufleute
  2. Ergänzende Vorschriften für Kapitalgesellschaften (Aktiengesellschaften, Kommanditgesellschaften auf Aktien und Gesellschaften mit beschränkter Haftung) sowie bestimmte Personenhandelsgesellschaften
  3. Ergänzende Vorschriften für eingetragene Genossenschaften
  4. Ergänzende Vorschriften für Unternehmen bestimmter Geschäftszweige
  5. Privates Rechnungslegungsgremium, Rechnungslegungsbeirat
  6. Prüfstelle für Rechnungslegung
4. Buch: Handelsgeschäfte (§§ 343–475h)
  1. Allgemeine Vorschriften
  2. Handelskauf
  3. Kommissionsgeschäft
  4. Frachtgeschäft
  5. Speditionsgeschäft
  6. Lagergeschäft
5. Buch: Seehandel (§§ 476 ff.; siehe Seehandelsrecht (Deutschland))
  1. Personen der Schifffahrt
  2. Beförderungsverträge
  3. Schiffsüberlassungsverträge
  4. Schiffsnotlagen
  5. Schiffsgläubiger
  6. Verjährung
  7. Allgemeine Haftungsbeschränkung
  8. Verfahrensvorschriften

## Änderungen des Handelsgesetzbuches
Das Handelsgesetzbuch wurde in der Vergangenheit durch zahlreiche Artikelgesetze geändert.
Größere Änderungen erfolgten in letzter Zeit u. a. durch folgende Gesetze:
| Jahr | Abkürzung | Name des Gesetzes                                           | Inhalt                                                                                                  |
| ---- | --------- | ----------------------------------------------------------- | --- |
| 2015 | BilRUG    | Bilanzrichtlinie-Umsetzungsgesetz                           | Viele Detailänderungen                                                                                  |
| 2013 |           | Gesetz zur Reform des Seehandelsrechts                      | Neugestaltung des deutschen Seehandelsrechts im 5. Buch des HGB                                         |
| 2009 | BilMoG    | Bilanzrechtsmodernisierungsgesetz                           | Deregulierung und Kostensenkung, Verbesserung der Aussagekraft des Jahresabschlusses                    |
| 2004 | BilReG    | Bilanzrechtsreformgesetz                                    | Bilanzierung nach internationalen Rechnungslegungsstandards und Qualitätssicherung der Abschlussprüfung |
| 2002 | TransPuG  | Transparenz- und Publizitätsgesetz                          | Reform des Aktien- und Bilanzrechts                                                                     |
| 1998 | KonTraG   | Gesetz zur Kontrolle und Transparenz im Unternehmensbereich | Corporate Governance, Risikofrüherkennungssystem                                                        |
| 1998 | HRefG     | Handelsrechtsreformgesetz                                   | Gesellschaftsrecht, Firmenrecht                                                                         |
| 1985 | BiRiLiG   | Bilanzrichtliniengesetz                                     | Harmonisierung mit EG/EU-Recht; Umsetzung der 4., 7. u. 8. EG-Richtlinie                                |

## Zuständige Gerichte
Für Rechtsstreitigkeiten zwischen Kaufleuten ist regelmäßig die Kammer für Handelssachen am Landgericht in erster Instanz zuständig, wenn eine der Parteien dies beantragt beziehungsweise die Klage an die Kammer für Handelssachen gerichtet ist.
Angelegenheiten des Handelsregisters sind solche der freiwilligen Gerichtsbarkeit. Hierfür sind die Amtsgerichte zuständig, die auch das Handelsregister führen. Neben den staatlichen Gerichten spielen in der Praxis auch Schiedsgerichte eine Rolle, national wie international.